# От глупав по-по-глупав: Когато Хари срещна Лойд
„От глупав по-по-глупав: Когато Хари срещна Лойд“ (на английски: Dumb and Dumberer: When Harry Met Lloyd) е американски комедиен филм от 2003 г. на режисьора Трой Милър, по сценарий на Милър и Робърт Бренър. Това е втората част от поредицата „От глупав по-глупав“ и прелюдия на едноименния филм от 1994 г. Изобразяващ героите на оригиналния филм в гимназиалните им години, главните роли се изпълняват от Ерик Кристън Олсън и Дерек Ричардсън.

## Актьорски състав
| Актьор             | Роля                        |
| ------------------ | --------------------------- |
| Дерек Ричардсън    | Хари Дюн                    |
| Лукас Грегъри      | Хари Дюн (на 8 години)      |
| Ерик Крисчън Олсън | Лойд Кристмас               |
| Колин Форд         | Лойд Кристмас (на 8 години) |
| Рейчъл Никълс      | Джесика Матюс               |
| Юджийн Леви        | Директор Колинс             |
| Мими Роджърс       | Госпожа Дюн                 |
| Луис Гузман        | Рей Кристмас, баща на Лойд  |
| Чери Отери         | Госпожа Хелър               |
| Боб Сагет          | Уолтър Матюс (Чарли)        |
| Джулия Дъфи        | Госпожа Матюс               |
| Елдън Хенсън       | Търк                        |
| Шая Лабъф          | Люис Петрони                |
| Уилям Лий Скот     | Карл                        |
| Мишел Крусик       | Синди „Чинг-Чонг“           |
| Джош Братен        | Тоби                        |
| Теал Редман        | Тери                        |
| Лин Шей            | Марги Неуджборън            |

## В България
В България филмът е пуснат по кината на 12 септември 2003 г. от Александра Филмс.
На 31 март 2004 г. е издаден на VHS и DVD от Съни Филмс.
На 30 септември 2007 г. започна излъчване по Нова телевизия.
През 2009 г. започва второ излъчване по PRO.BG.
На 27 март 2021 г. започна трето излъчване по FOX.
| Преводач           | Захари Генчев                                                                   |
| Редактор           | Ралица Ботева                                                                   |
| Тонрежисьор        | Дора Маринова                                                                   |
| Озвучаващи артисти | Йорданка Илова Татяна Захова Иван Танев Светозар Кокаланов Георги Георгиев-Гого |

| Озвучаващи артисти | Анета Генова Ася Братанова Здравко Димитров Стефан Сърчаджиев-Съра |

| Преводач            | Младенка Тодорова                                                        |
| Редактор            | Мая Кисьова                                                              |
| Тонрежисьор         | Надежда Иванова                                                          |
| Режисьор на дублажа | Чавдар Монов                                                             |
| Озвучаващи артисти  | Ани Василева Ивет Лазарова Христо Чешмеджиев Сотир Мелев Димитър Ангелов |